# Ixora graciliflora
Ixora graciliflora är en måreväxtart som beskrevs av George Bentham. Ixora graciliflora ingår i släktet Ixora och familjen måreväxter. Inga underarter finns listade i Catalogue of Life.